# Кириченко, Иван Григорьевич
Иван Григорьевич Кириченко (1894—1938) — комбриг Рабоче-крестьянской Красной Армии, участник Гражданской войны, дважды Краснознамёнец (1923, 1924).

## Биография
Иван Кириченко родился в 1894 году. В 1918 году пошёл на службу в Рабоче-крестьянскую Красную Армию. Участвовал в Гражданской войны, будучи красноармейцем, командиром взвода, эскадрона, помощником командира 2-го кавалерийского полка бригады Григория Котовского. Неоднократно отличался в боях.
Отличился во время подавления крестьянского восстания в Тамбовской губернии под предводительством Александра Антонова в ноябре 1920 — сентябре 1921 годов. Участвовал в ликвидации очагов восстания не только в Тамбовской, но и в Саратовской, Пензенской и Воронежской губерниях. Приказом Революционного Военного Совета Республики № 202 от 31 декабря 1923 года бывший командир эскадрона Иван Кириченко был награждён первым орденом Красного Знамени РСФСР.
Вторично отличился 17 ноября 1921 года в бою у села Звиздаль. Приказом Революционного Военного Совета Республики № 335 от 14 октября 1924 года бывший помощник командира 2-го кавалерийского полка Иван Кириченко был награждён вторым орденом Красного Знамени РСФСР.
После окончания войны продолжил службу в армии. Окончил кавалерийские курсы усовершенствования командного состава и Военную академию имени М. В. Фрунзе. Командовал кавалерийскими полками и бригадами. К 1937 году командовал 23-й кавалерийской дивизией. Был арестован органами НКВД СССР 1 сентября 1937 года. 13 апреля 1938 года Военной коллегией Верховного суда СССР был приговорен к расстрелу по обвинению в участии в военном заговоре. Приговор приведен в исполнение в тот же день. Реабилитирован 2 апреля 1957 года Военной коллегией Верховного суда СССР .
Был также награждён орденом Ленина.